# 黄古林古建筑群
黄古林古建筑群位于中国浙江省宁波市海曙区古林镇古林村，由一亭二桥组成，1986年5月公布为鄞州区文物保护单位（当时为鄞县文物保护单位）:332，2018年12月28日因行政区划调整公布为海曙区文物保护单位。

## 组成
黄古林古建筑群由以下亭和桥梁组成：:332

### 街心戏亭
位于古林镇古林村古林自然村北街，因其在街心而得名，始建于清初，道光二年（1822年）重修，1999年再次修缮，亭基东西宽约4.2米，南北进深8米，占地面积15.74平方米，为单檐歇山顶建筑，筒瓦顶，四根石柱上有卯孔，是作为榫接横梁、铺上台板、可做活动戏台，属戏台亭子两用。

### 九狮桥
位于黄公林庙前，因桥栏中四个望柱共雕刻九个狮子而得名，南北向横跨于五港河中心西侧的新塘河，现为单孔石砌水泥梁桥，长10米，桥面长5.48米，宽3米，高4米，九狮雌雄有别，大小不一，线条有所磨损，20世纪50年代初重修。

### 五港桥
因建于五港汇合处而得名，清同治八年（1869年）重修，为三孔石拱桥，长20.6米，孔跨2.7米，宽2.1米，桥拱由条石砌筑而成，中孔跨5.9米，矢高3.98米，边孔跨3.8米，矢高2.5米，两堍各有踏跺18级，桥堍四端各置形态各异的石雕座狮。